# Billie Maxwell
Billie Maxwell (* Februar 1906; † 1954) war eine US-amerikanische Sängerin. Sie gilt als erstes „Singing Cowgirl“ und als beispielhafte Vertreterin des frühen, authentischen Stils im Bereich der Western Music.

## Leben
Über ihre Kindheit und Jugend ist nur sehr wenig bekannt. Sicher ist nur, dass sie im Februar 1906 geboren wurde und ihre Kindheit nahe Springerville, Arizona, verbrachte, wo sie schon früh mit den Traditionen des alten Westens in Kontakt kam.
Ihr Vater Curtis Maxwell spielte mit seiner Band White Mountain Orchestra auf regionalen Tanzveranstaltungen, die er oft nur mit dem Pferd erreichen konnte. Das Repertoire der Band bestand aus den überlieferten Liedern der Cowboys und eigenen Kompositionen. Als Mitglied der Band begleitete die junge Billie ihren Vater auf der Gitarre, war aber ursprünglich keine Sängerin. 1929 heiratete sie den Lehrer Alvin Chester Warner und wollte sich eigentlich verstärkt um ihre Familie kümmern.
Zu dieser Zeit suchte das Victor Studio neue Talente und veranstaltete überall im Land Talent-Wettbewerbe. Auf die gleiche Weise waren zuvor schon Jimmie Rodgers und die Carter Family entdeckt worden. Billies Vater erfuhr über seinen Bruder Frank, der Polizist in Silver City war, von geplanten Aufnahmen in El Paso (Texas). Dafür wurde in Silver City ein Vorspielen
veranstaltet, an dem auch Bille mit der Band teilnahm.
Die Band setzte sich durch und zwei Wochen später fuhr die ganze Familie zu den Aufnahmen nach El Paso, wo die Band-Mitglieder erstmals mit dem Talent-Scout Ralph Peer zusammentrafen und einige Instrumentalstücke aufnahmen. Peer war begeistert von der Band und kam auf die Idee, Billie als Sängerin zu testen. Sie sang das traditionelle Lied „Billy Venero“, das Peer so beeindruckte, dass er Billie für Solo-Aufnahmen verpflichtete.
Bei diesen Aufnahmen am 7. Juli 1929 wurde Billie nur von ihrem Vater auf der Fiddle begleitet. Dieser spärliche Stil ist im Übrigen typisch für die frühen Aufnahmen der singenden Cowboys, schon Carl T. Sprague hatte sich auf dem ersten Hit des Genres „When The Work's All Done This Fall“ nur selbst auf der Gitarre begleitet.
Die Aufnahmen waren nur mäßig erfolgreich, von „Billy Venero“ wurden knapp über 3.000 Exemplare verkauft. Für das Studio lohnte es sich nicht, weitere Aufnahmen zu machen, so dass Billies Karriere als Solistin schnell wieder beendet war. Sie spielte zwar noch gelegentlich in der Band, zog sich aber nach der Geburt des ersten ihrer zwei Kinder aus dem Geschäft zurück.

## Vermächtnis
Maxwell und ihre wenigen Aufnahmen waren lange Zeit aus dem Bewusstsein des Publikums verschwunden. Erst in jüngerer Zeit hat ein neu gewecktes Interesse an der Entwicklung der Western Music sie wieder zu Tage gefördert. Aufgrund ihres Status als erstes singendes Cowgirl und der Authentizität ihrer Aufnahmen wird ihr lange nach ihrem Tod 1954 eine Aufmerksamkeit gewidmet, die ihr zu Lebzeiten versagt geblieben war.